# Popularzy
Popularzy (łac. populares) – ugrupowanie polityczne w starożytnym Rzymie, powstałe w drugiej połowie II wieku p.n.e.
Działało w interesie plebejuszów, występowało przeciwko stronnictwu optymatów. Największe nasilenie działalności popularów przypadało na czasy braci Grakchów (druga połowa II w. p.n.e.). Byli oni przeciwnikami optymatów, szukali oparcia w zgromadzeniach ludowych, przeciwstawiali się polityce dawnej arystokracji.
Popularzy wykorzystywali urząd trybuna ludowego. Byli za dalszym rozprzestrzenianiem Imperium, a więc za dalszymi podbojami. Zarówno we wczesnych, jak i późniejszych czasach przywódcami popularów byli ludzie wywodzący się z warstwy nobilów (np.: Tyberiusz Grakchus i Gajusz Grakchus oraz Gajusz Mariusz i Juliusz Cezar).
Kres działalności stronnictwa nastąpił wraz z powstaniem cesarstwa rzymskiego.